# Christian VIII
Christian-Frédéric, né le 18 septembre 1786 à Copenhague où il est mort le 20 janvier 1848, fut brièvement roi de Norvège de mai à novembre 1814, puis sous le nom Christian VIII (en danois : Christian 8) roi de Danemark du 3 décembre 1839 à sa mort,.

## Biographie

### Premières années

#### Naissance et famille

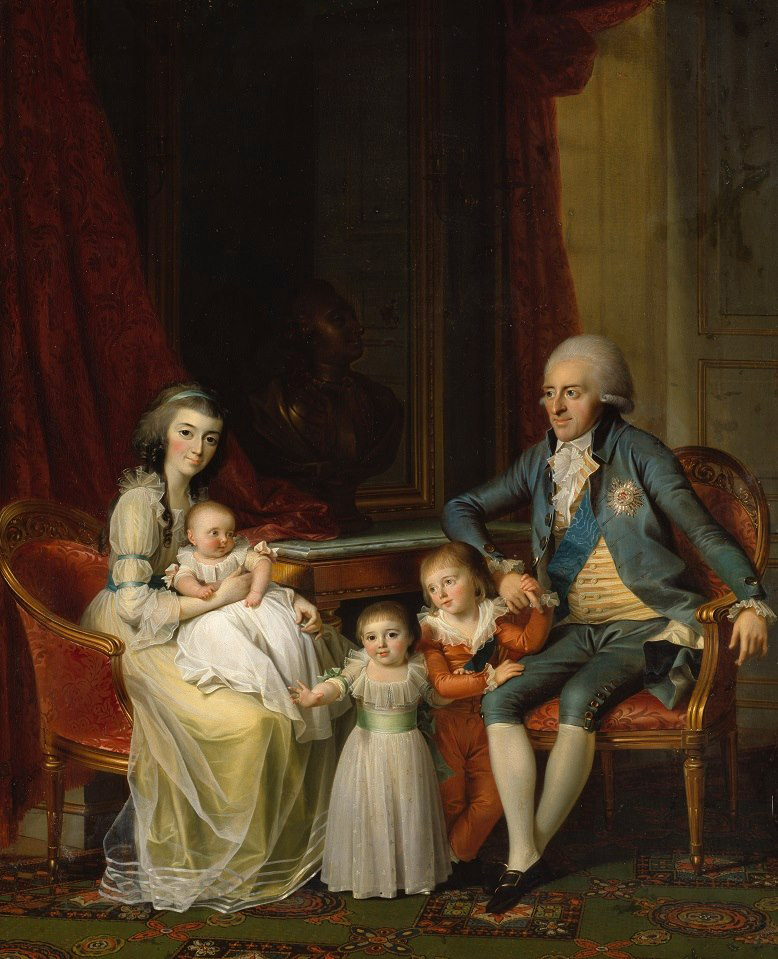
Le prince héritier Frédéric et la princesse héritière Sophie-Frédérique avec leurs trois aînés. Le prince Christian-Frédéric est à côté de son père. Portrait par Jens Juel, 1790.

Le prince Christian-Frédéric de Danemark voit le jour entre 10 et 11 heures du matin le 18 septembre 1786 au palais de Christiansborg, résidence principale de la monarchie danoise sur l'île de Slotsholmen au centre de Copenhague. Il est officiellement le fils ainé du prince héréditaire Frédéric de Danemark (1753-1805) et de son épouse la princesse Sophie-Frédérique de Mecklembourg-Schwerin. Son père était un fils cadet du roi Frédéric V, et de sa seconde épouse, Juliane-Marie de Brunswick, tandis que sa mère était la fille du duc Louis de Mecklembourg-Schwerin. Le 28 septembre 1786, le prince nouveau-né est baptisé dans la chambre de sa mère au palais de Christiansborg sous les noms de Christian Frédéric par l'aumônier du roi, Christian Bastholm. Ses parrains et marraines sont son oncle, le roi Christian VII, sa grand-mère, la reine douairière Juliane-Marie, ses cousins, le prince héritier Frédéric et la princesse Louise-Augusta, et le prince héréditaire Frédéric-Christian de Schleswig-Holstein-Sonderbourg-Augustenbourg.

Dans la famille, cependant, il est largement reconnu que son père biologique est très probablement l'aide de camp et le maréchal de la cour du prince héréditaire, Friedrich von Blücher, qui est probablement aussi le père de ses deux sœurs, les princesses Julienne-Sophie et Louise-Charlotte, et de son frère cadet, le prince Frédéric-Ferdinand,,,. Dans une lettre écrite par le prince héritier Frédéric à son beau-frère le duc d'Augustenbourg en 1805, il mentionne ainsi la bienveillance du prince héritier envers son aide de camp et poursuit :
« ... mon oncle apprécie trop le créateur des quatre princes et princesses très adorables pour vouloir le renvoyer.»
À la naissance du prince Christian-Frédéric, le demi-frère de son père, le roi Christian VII, était monarque de Danemark et de Norvège. Cependant, en raison de sa maladie mentale, il n'est plus roi que nominalement. En 1772, le prince héréditaire Frédéric, l'âge de dix-huit ans, devient officiellement régent. Le pouvoir reste cependant dans les mains de sa mère la reine douairière Juliane-Marie et de son ministre, Ove Høegh-Guldberg. Le prince héréditaire demeure régent jusqu'en 1784, quand le fils du roi, le prince héritier Frédéric, futur roi Frédéric VI, prit le pouvoir à l'âge de 16 ans lors d'une révolution de palais. Pendant son enfance, les relations entre la famille du prince Christian-Frédéric et celle du prince héritier Frédéric sont donc tendues en raison des luttes de pouvoir autour du roi fou, avant de plus tard s'apaiser.

### Enfance et jeunesse

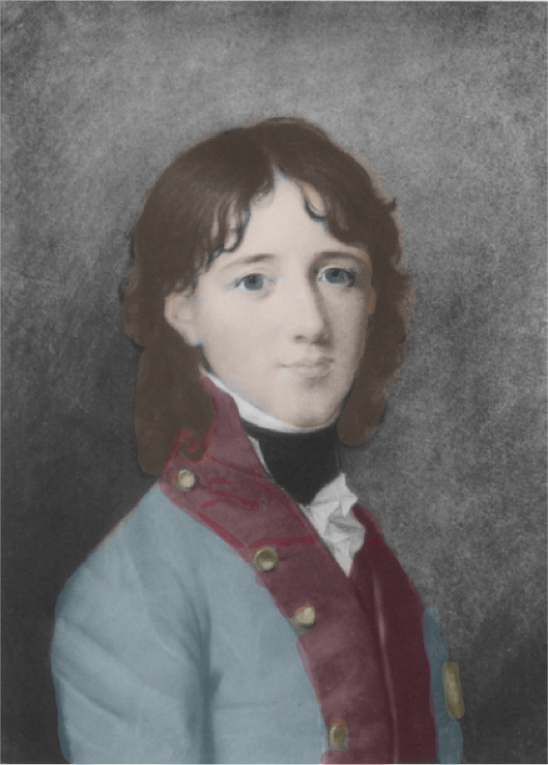
Le prince Christian-Frédéric. Portrait par Jens Juel, 1802.

Le prince Christian-Frédéric passe ses premières années au vaste et magnifique palais baroque de Christiansborg. Comme résidence d'été, la famille bénéficie du plus petit et élégant palais de Sorgenfri, situé sur les rives du petit fleuve Mølleåen à Kongens Lyngby au nord de Copenhague que le prince héréditaire Frédéric achète en 1789.
L'année 1794 est une année mouvementée pour le jeune prince et sa famille. En février 1794, un incendie détruit le palais de Christiansborg, et la famille est obligée à déménager au palais Levetzau, un hôtel particulier rococo qui fait partie du complexe palatiale d'Amalienborg dans le quartier de Frederiksstaden au centre de Copenhague. Et en novembre de la même année, alors que le prince Christian-Frédéric a huit ans, sa mère, en mauvaise santé, décède au palais de Sorgenfri à l'âge de 36 ans seulement.
Le prince Christian-Frédéric est élevé de manière conservatrice selon les directives du ministre Ove Høegh-Guldberg. Son éducation se veut approfondie et diversifiée. Le jeune prince rencontre des artistes et des scientifiques liés à la cour de son père. Il a hérité des talents de sa mère. L'amour des sciences et des arts lui est inculqué dès son plus jeune âge, intérêts qu'il cultive jusqu'à la fin de sa vie. On dit que son amabilité et ses beaux traits le rendent très populaire à Copenhague.
Le prince est confirmé le 22 mai 1803 dans la chapelle du palais de Frederiksberg avec ses sœurs, les princesses Juliane Sophie et Louise-Charlotte. Un an et demi plus tard, le 7 décembre 1805, le père des enfants, le prince héritier Frédéric, meurt à l'âge de 52 ans, et le prince Christian-Frédéric, âgé de dix-neuf ans, prend sa place de numéro deux dans l'ordre de succession et hérite des deux résidences, le palais de Levetzau et le palais de Sorgenfri. Après la mort de son oncle Christian VII en 1808, le prince Christian-Frédéric est l’héritier des couronnes danoise et norvégienne.

### Premier mariage

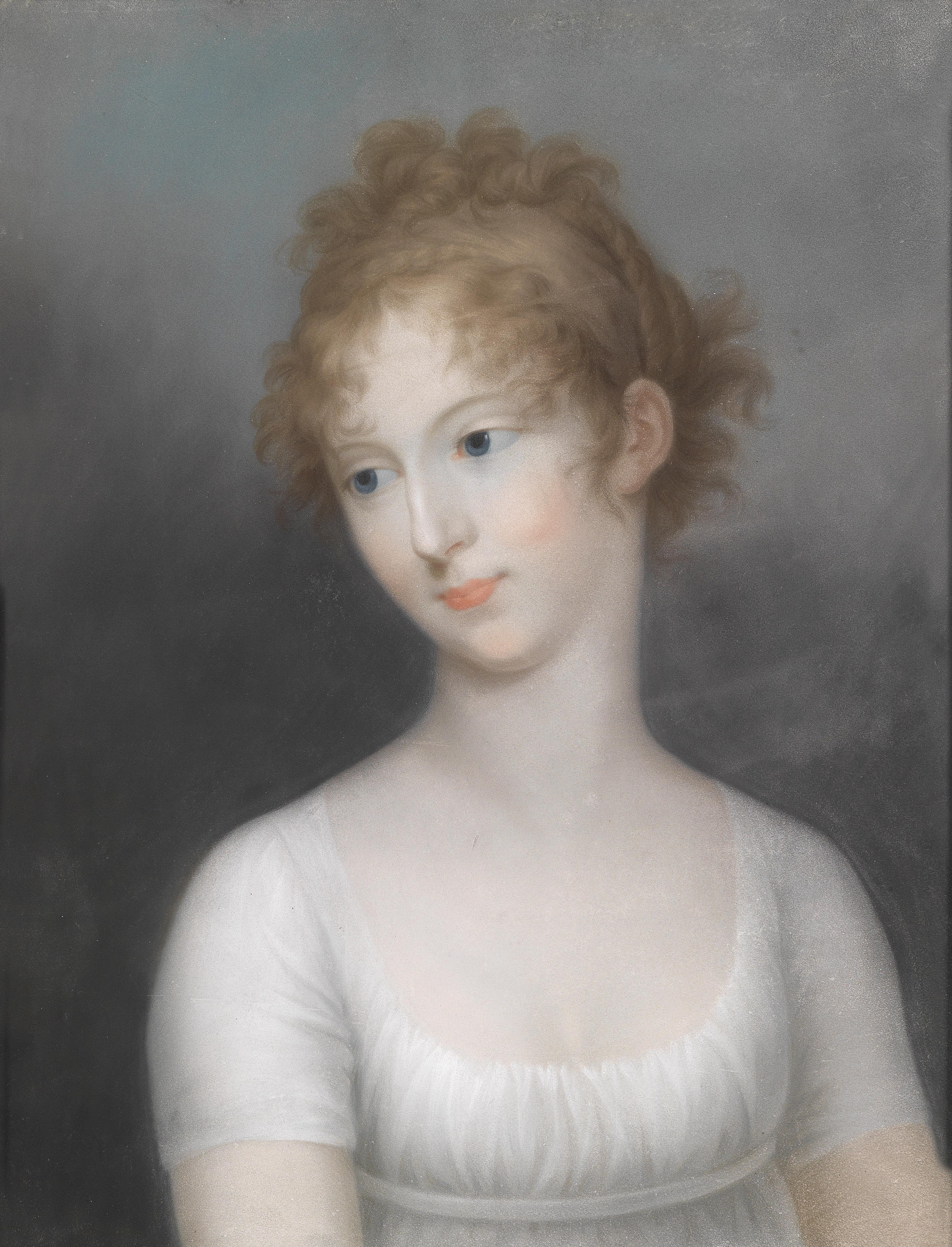
Portrait de Charlotte-Frédérique, par Friedrich Erhard Wagener (1804).

Lors d'une visite à la famille de sa mère à Mecklembourg, il séjourne à la cour de son oncle à Schwerin, où il tombe amoureux de sa cousine Charlotte-Frédérique de Mecklembourg-Schwerin. Charlotte-Frédérique est le cinquième des six enfants de Frédéric-François Ier de Mecklembourg-Schwerin et de son épouse Louise de Saxe-Gotha-Altenbourg. Ils se marient le 21 juin 1806 à Ludwiglust dans le Mecklembourg.
Le jeune couple s'installe d'abord au château de Plön dans le duché de Holstein, où, le 8 avril 1808, Charlotte-Frédérique donne naissance à leur premier enfant, Christian-Frédéric, qui décéde le jour même de sa naissance. À partir de 1808, le couple vit à Copenhague, où il s'installe au palais Levetzau à Amalienborg. Ici, le 6 octobre 1808, Charlotte- Frédérique donne naissance au seul enfant survivant du couple, le prince Frédéric-Carl-Christian, futur roi Frédéric VII.
Malgré cette naissance d'un héritier du trône, c'est un mariage malheureux, qui se conclut par un divorce prononcé le 31 mars 1810. La princesse est décrite comme très belle pendant sa jeunesse, mais est aussi considérée comme capricieuse, frivole et mythomane, qualités dont on dit plus tard qu'elles se reproduisent chez son fils, Frédéric VII. Elle est répudiée après que son mari a eu vent d'une liaison qu'elle entretiendrait avec son professeur de musique, Édouard Du Puy. La princesse passe la fin de sa vie en Italie, où, en 1830, elle se convertit au catholicisme. Elle meurt en 1840 à Rome à l'âge de cinquante-cinq ans. On raconte que Christian VIII fut tourmenté toute sa vie par le souvenir de ce mariage.

### Vice-roi et roi de Norvège

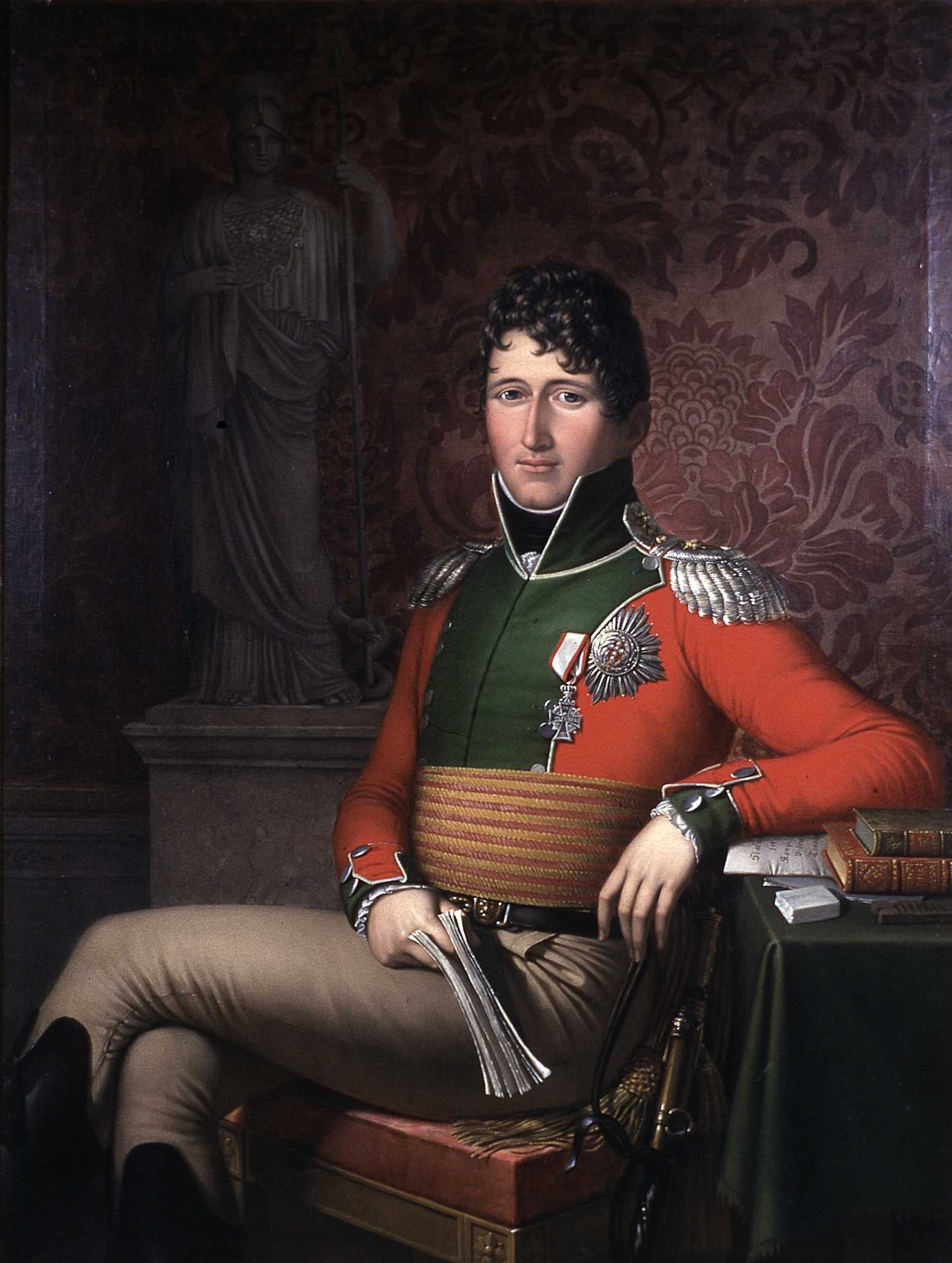
Christian-Frédéric, prince héréditaire de Danemark, par Johan Ludwig Lund (1813).

En 1813, il est envoyé en Norvège par Frédéric VI, en tant que vice-roi. Il y gagne rapidement une grande popularité qui facilite son élection sur le trône norvégien, en mai 1814, sous le nom de Christian-Frédéric (en norvégien : Kristian Fredrik).

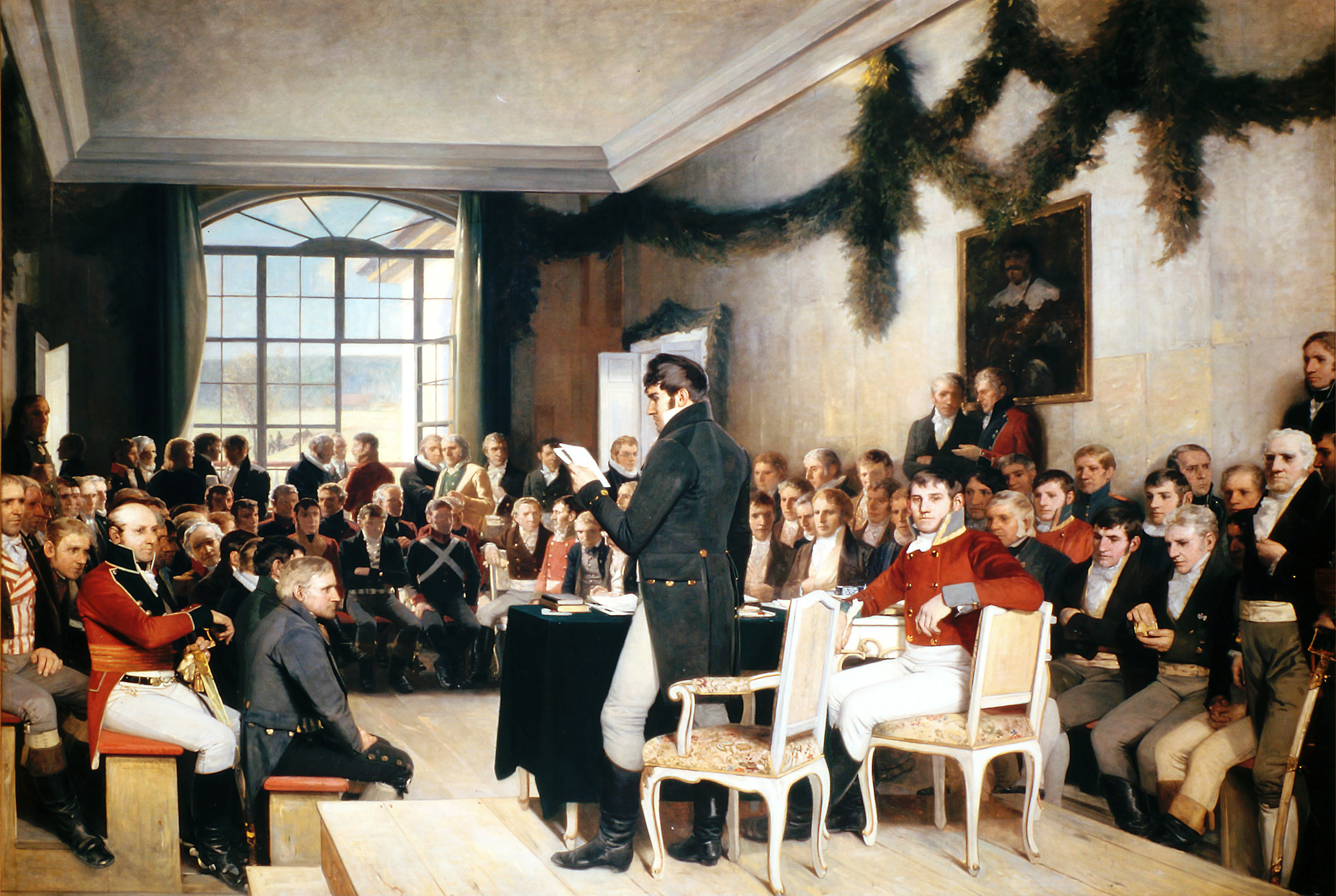
L'assemblée constituante de Norvège à Eidsvoll en 1814.

Mais le traité de Kiel, signé en janvier 1814, met fin aux guerres napoléoniennes dans la région et prévoit la rétrocession de la Norvège à la Suède. Le souverain tente en vain de s’opposer à la pression des soldats français de Jean-Baptiste Bernadotte (futur Charles XIV) lors de la guerre suédo-norvégienne. À la fin d’un conflit plus subi que voulu, la convention de Moss est signée à Moss le 14 août 1814. Durant les négociations de paix, Christian-Frédéric consent à renoncer à la couronne norvégienne et à retourner au Danemark si la Suède accepte la mise en œuvre de la constitution démocratique proposée par l'assemblée constituante et le principe d'une union personnelle entre les deux pays, garante d'une certaine indépendance pour la Norvège. Après son abdication le 10 octobre, il rentre au Danemark. Le 4 novembre 1814, le Parlement norvégien choisit le roi de Suède Charles XIII pour le trône de Norvège. Christian-Frédéric obtient le poste de gouverneur de l’île de Fionie (1819).

### Roi de Danemark

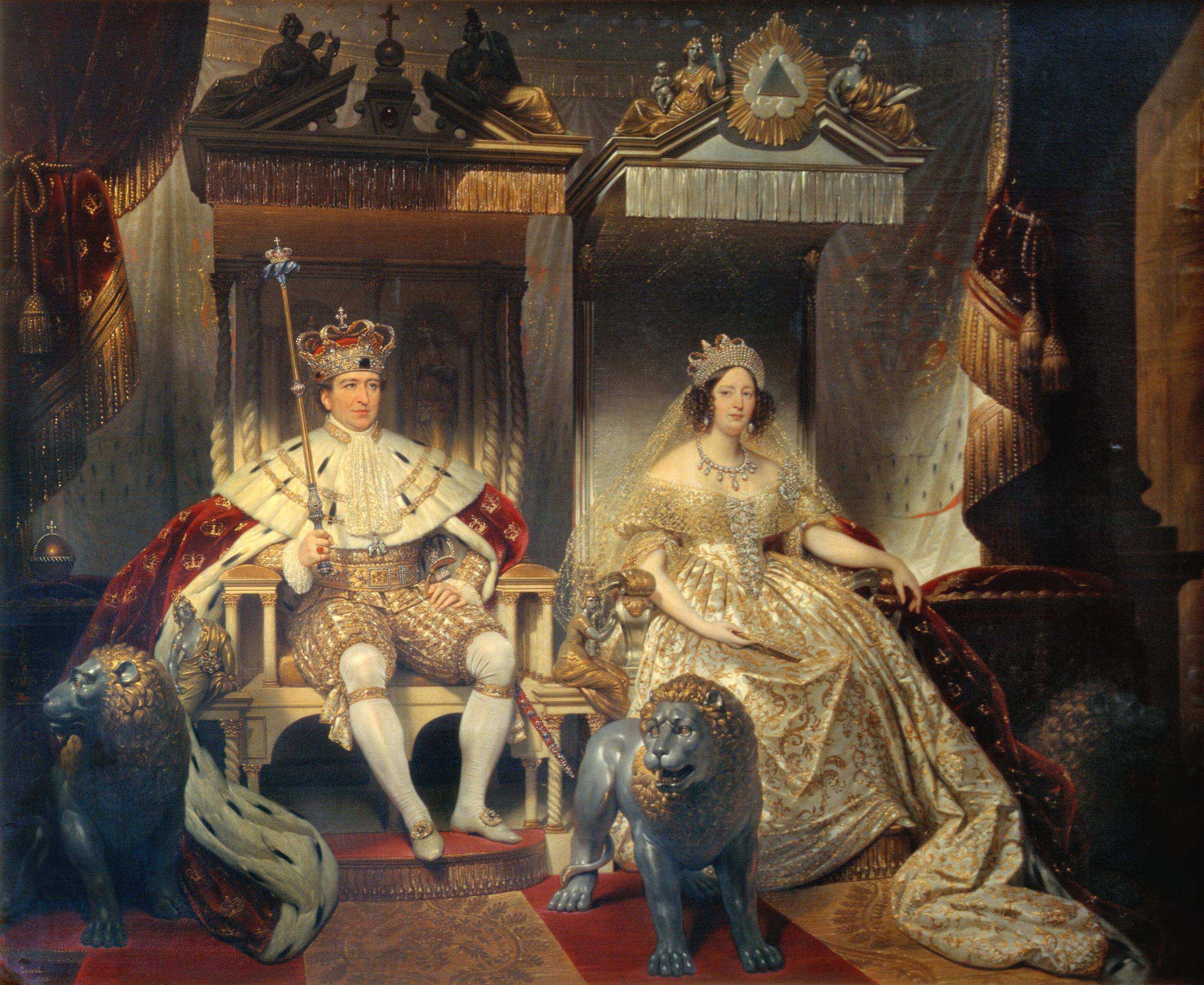
L'onction du roi Christian VIII et de la reine Caroline-Amélie à la chapelle du château de Frederiksborg en 1840.

Après vingt années d’éclipse, à la mort de son cousin Frédéric VI en 1839, Christian est désigné roi de Danemark (officiellement « roi de Danemark, des Vandales et des Goths, duc du Schleswig, de Holstein, de Stormarn, de Dithmarse, de Lauenbourg et d'Oldenbourg »). Il gouverne dans le plus scrupuleux respect des règles absolutistes, accordant néanmoins une constitution autonome à l’Islande[réf. nécessaire] et favorisant une vie culturelle et intellectuelle féconde, étant lui-même auteur de plusieurs ouvrages scientifiques. Au total cependant, il méconnaît l’aspiration des Danois à une démocratisation de la vie politique et à une réforme menant vers une monarchie constitutionnelle.
Christian VIII s’efforce par ailleurs de resserrer la dépendance du Schleswig et du Holstein, duchés héréditaires de la couronne, mais situés dans la sphère d’influence prussienne. Là encore, il œuvre dans une perspective absolutiste et dominatrice en instituant le danois comme langue officielle, au grand dam des germanophones des duchés. En 1846, il évince les Augustenborg de la succession aux duchés en y étendant la loi danoise permettant la transmission héréditaire par les femmes.

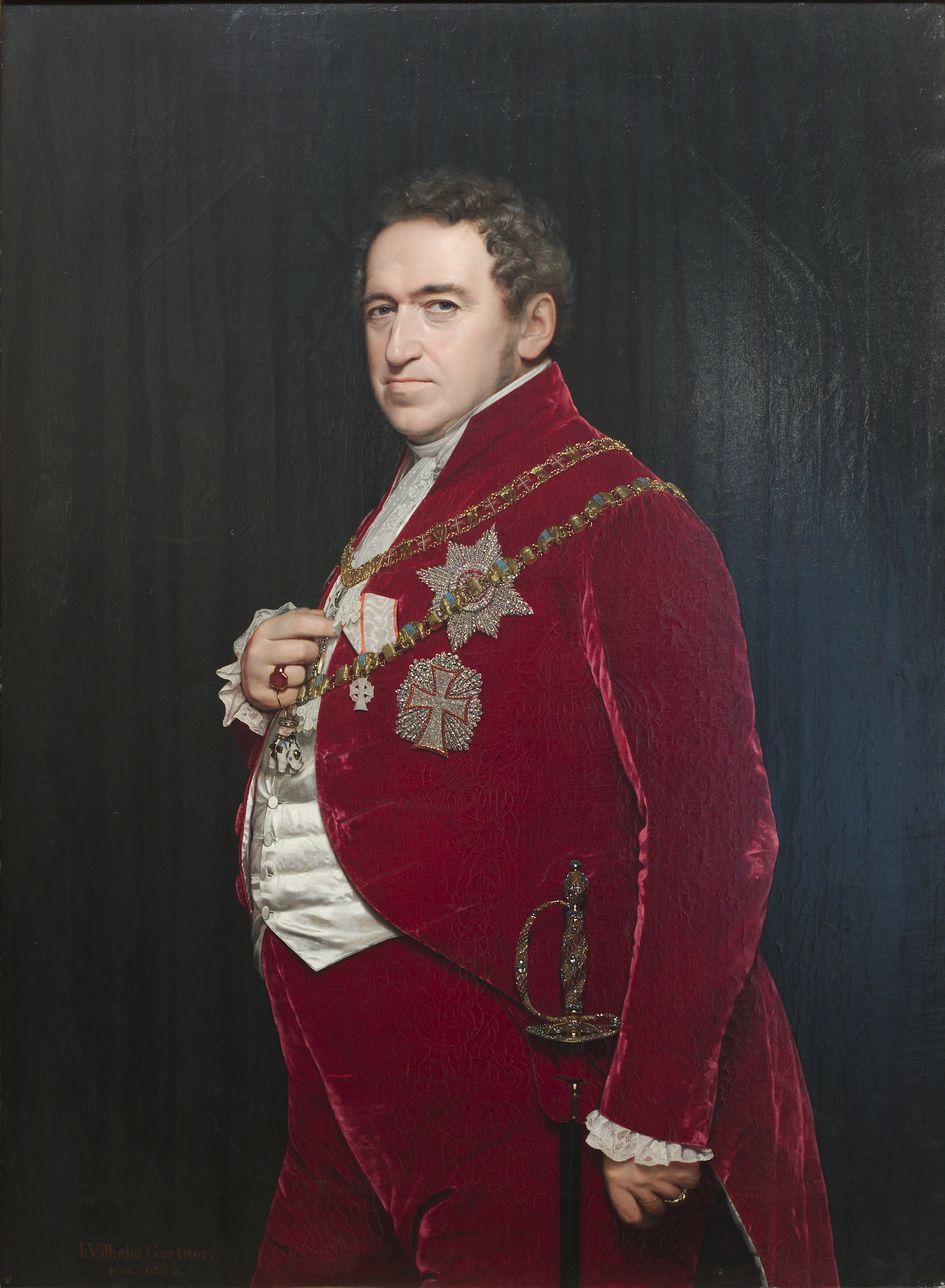
Le roi Christian VIII, par Johan Vilhelm Gernter (1845).

La question des duchés, loin d’être close, est le principal legs de Christian VIII à son fils Frédéric, dernier souverain en ligne directe de la dynastie des Oldenbourg, qui lui succède en janvier 1848, sous le nom de Frédéric VII.

### Mariage et descendance
Il se maria à deux reprises, tout d'abord en 1806 avec sa cousine Charlotte-Frédérique de Mecklembourg-Schwerin (1784 – 1840), fille du grand-duc Frédéric-François Ier de Mecklembourg-Schwerin ; ils divorcent en 1810. Un enfant est né de cette union : Frédéric VII de Danemark. Il se remarie cinq ans plus tard avec Caroline-Amélie de Schleswig-Holstein-Sonderbourg-Augustenbourg (1796-1881), fille de Frédéric-Christian II de Holstein. Plusieurs enfants illégitimes naissent de ses liaisons avec ses maîtresses dont la comtesse Elisa von Ahlefeldt.
Il fut président de l'Académie royale danoise des sciences et des lettres de 1838 à 1848.

## Généalogie
Christian VIII de Danemark appartient à la première branche de la maison d'Oldenbourg. Cette lignée donna des rois à la Suède, à la Norvège et au Danemark ; elle s'éteignit en 1863 à la mort de Frédéric VII de Danemark.